# Linea Mitre
La linea Mitre (Línea Mitre in spagnolo) è un insieme di servizi ferroviari suburbani che uniscono la capitale argentina Buenos Aires con le città dell'area nord-occidentale della grande conurbazione bonaerense, nella limitrofa provincia di Buenos Aires.
I servizi sono gestiti dalla compagnia statale Trenes Argentinos dal 2 marzo 2015.

## Storia
Tra il giugno 2017 ed il settembre 2017 il tratto della linea lungo 3,9 km compreso tra le avenida Congreso e Dorrego, all'interno dei confini della Città Autonoma di Buenos Aires, è stato sopraelevato su un viadotto al fine di eliminare otto passaggi a livello. Questo progetto ha comportato il totale rifacimento delle stazioni di Lisandro de la Torre e Belgrano C.

## Le rete
La rete è composta dalle seguenti linee:
- Retiro - Tigre
- Retiro - Bartolomé Mitre
- Retiro - José León Suárez
- Victoria - Capilla del Señor
- Villa Ballester - Zárate